# Francisco Javier Díaz Valderrama
Francisco Javier Díaz Valderrama (Santa Cruz, 5 de abril de 1877-Santiago, 1950) fue un general, político e historiador militar chileno. Se desempeñó como inspector general del Ejército de Chile entre 1927 y 1930, ostentando el grado de general de División. Tras su retiro del ejército, fue miembro fundador de Acción Nacionalista de Chile y del Movimiento Nacional-Socialista de Chile (MNSCh).
Fue parte del Consejo Técnico de la «Institución en Defensa de la Raza y Aprovechamiento de las Horas Libres», organismo creado por el presidente Pedro Aguirre Cerda e inspirado en sus análogos en la Alemania nazi y la Italia fascista.
Durante la Segunda Guerra Mundial fue un colaborador habitual de la revista Nueva Edad, una publicación de orientación supremacista blanca dirigida por el influyente diplomático y filósofo nazi Miguel Serrano Fernández.

## Biografía
Nació en Santa Cruz el 5 de abril de 1877. Sus padres fueron Froilán Díaz e Ignacia Valderrama.
En paralelo a su carrera militar, obtuvo el título de bachiller en la Universidad de Chile.
Estuvo casado con Clementina Donoso Novoa, con quien tuvo cinco hijos. Falleció en 1950 en Santiago de Chile.

## Carrera militar

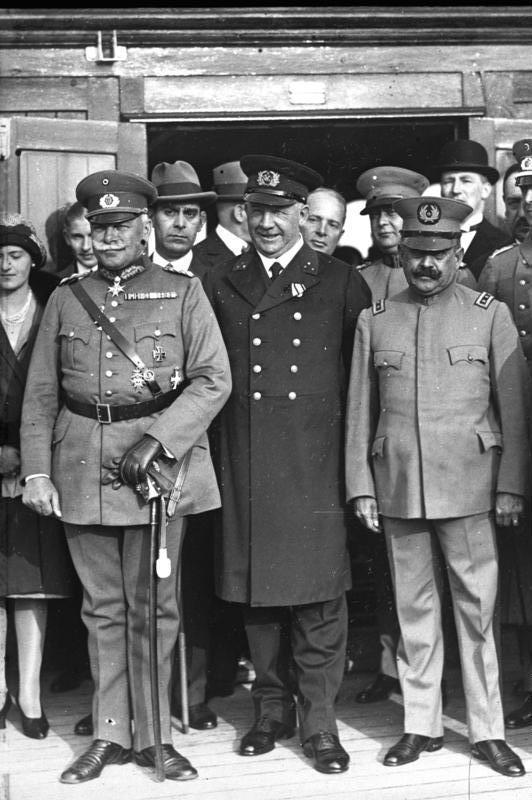
El general Díaz (derecha) y el general alemán Wilhelm Heye (izquierda), durante una vista de Díaz a Alemania en 1929.

En 1890 ingresó como cadete a la Escuela Militar, egresando dos años después en calidad de subteniente de Infantería.
En 1901, con el grado de capitán, recibió formación militar-técnica en Alemania, uniéndose al Ejército Imperial Alemán. Sirvió en este ejército hasta 1904, año en que regresó a Chile.
Durante 1908 ejerció como docente en la Escuela Militar.
En 1909, le fue concedido un permiso para trabajar como instructor militar en Colombia por el Congreso Nacional. Ese mismo año se desempeñó como director de la Escuela Militar. Posteriormente trabajó en la Academia de Guerra de Santiago.
En 1912 ascendió al rango de teniente coronel, en 1921 al de coronel y en 1925 al de general de Brigada. En 1927, cuando ostentaba el grado de general de División (rango al que había ascendido el año anterior), fue nombrado inspector general del Ejército de Chile. Se retiró del ejército en 1930.
Fue autor de varios manuales sobre organización, técnica e historia militar. Fue miembro de la Academia Chilena de la Lengua, donde ocupó el sillón 13 entre 1930 y 1950.

### Rangos militares
- 1890: Cadete de la Escuela Militar
- 1892: Alférez
- 1892: Subteniente
- 1897: Teniente
- 1901: Capitán
- 1906: Mayor
- 1912: Teniente Coronel
- 1921: Coronel
- 1925: General de Brigada
- 1927: General de División
- 1928: General de Ejército

## Carrera política
En 1932 fundó el Movimiento Nacional-Socialista de Chile junto con Carlos Keller y Jorge González von Marées, siendo uno de sus más importantes líderes. Durante este periodo, Díaz Valderrama mantuvo estrechos vínculos con Alemania, siendo simpatizante de la Alemania nazi. Llegó a traducir el programa del NSDAP alemán al español. Se destacó por su antisemitismo, que evidenció en su publicación La Quinta Columna (1938), donde expresaba:

Los judíos son los únicos responsables del antisemitismo [...] han divido al pueblo chileno, atizando en su seno la discordia disolvente y antipatriótica. Ellos son la quinta columna.

El Völkischer Beobachter, periódico del NSDAP alemán, elogió a Díaz, diciendo sobre él:

Habla alemán como su lengua materna y prefiere leer libros alemanes. De esta manera se ha ocupado intensivamente en tratados de Adolf Hitler, los ha traducido al castellano y ha llegado a la certeza que el nacionalsocialismo redundaría en provecho de su patria.

El periódico también destacó que la fundación del Movimiento Nacionalsocialista había sido obra de Díaz, y que este era un hombre que merecía «el más vivo interés» por parte de los nacionalsocialistas alemanes.
Además de su afiliación partidaria en el MNS, también fue director de varias organizaciones de corte corporativista y fascista, como la Acción Nacionalista de Chile y la Asociación de Amigos de Alemania (AAA), siendo esta última apoyada por la embajada alemana en Chile. Asimismo, fue uno de los fundadores de la revista de orientación fascista La Defensa Nacional, que circuló entre 1931 y 1932.
El 25 de junio de 1932 fundaría Legión Social Nacionalista, un grupo de tendencias corporativista y fascista orientado para atraer exmilitares nacionalistas y anticomunistas, que fundaría junto al Comité de las Fuerzas Armadas en Retiro. El grupo tradujo distintos textos del NSDAP.

## Publicaciones
Algunos de los libros escritos por Díaz fueron:
- La batalla de Chacabuco. 12 de febrero de 1817.
- La Guerra Civil de 1859, relación histórica militar.
- La batalla de Tarapacá.
- La campaña del Ejército de los Andes en 1817 (1917).
- La Guerra Civil de 1891 (1942).
- Un nieto de Martín Fierro (1945).
- La batalla de Maipú (1946).